# خرانیتلی
نگهبانان (به روسی: Хранители؛ خرانیتلی - نگهبانان [حلقه]) نمایش تلویزیونی کوتاهی اقتباس‌شده از رمان یاران حلقه اثر جی. آر. آر. تالکین است، تلویزیون لنینگراد این فیلم را یک بار در سال ۱۹۹۱ پخش کرد و پس از آن تصور می‌شد که گم شدهاست تا این که در سال ۲۰۲۱ دوباره کشف شد. این اقتباس شامل صحنه‌هایی از تام بامبادیل و گلدبری است که در سه‌گانه فیلم ارباب حلقه‌ها به کارگردانی پیتر جکسون حذف شده بودند.

## پیش‌زمینه
رمان فانتزی ارباب حلقه‌ها اثر جی. آر. آر. تالکین در سه جلد در سالهای ۱۹۵۴ تا ۱۹۵۶ میلادی منتشر شدند. تالکین دربارهٔ این که آیا تمایل دارد اثرش اقتباس‌هایی نمایشی یا سینمایی داشته باشد دودل بود. امّا او و ناشرانش، آلن و آنوین، به شرط داشتن حق وِتو در مورد تصمیم‌های خلّاقانه یا رد کردن مواردی که به هزینهٔ زیادی نیاز دارند، خوشحال بودند که در مورد پیشنهادهای ساخت فیلم گفتگو کنند. کوشش‌های اوّلیه، در زمینهٔ ساخت پویانمایی بود؛ نخستین پویانمایی، نسخهٔ ۱۹۷۸ میلادی اثر رالف بکشی بود که از رمان یاران حلقه و یخش‌هایی از دو برج بود. حقّ ساخت فیلم در میان بسیاری دست‌به‌دست شد و ساخت فیلم یا پویانمایی مورد توجّه کارگردانان بسیاری قرار گرفت.

## فیلم
این فیلم اقتباسی روسی از یاران حلقه به نام Khraniteli («حافظان» یا «نگهبانان» [حلقه]) است که یک بار در سال ۱۹۹۱ پخش شد و تصور بر آن بود که فیلم گم شده‌است. اما در سال ۲۰۲۱ کانال ۵، جانشین تلویزیون لنینگراد متعلق به دوران اتحاد جماهیر شوروی، دوباره فیلم را کشف و در یوتیوب منتشر کرد.
این فیلم شامل عناصر داستانی مانند تام بامبادیل و بارووایت است که قهرمانان داستان، هابیتها وقتی که برای میان‌بُر از جنگل قدیمی می‌گذاشتند با آن دو روبرو شدند این دو عنصر در نسخه ارباب حلقه‌های پیتر جکسون به علت این که از نظر او به کلیت داستان کمکی نمی‌کردند، حذف شده بودند. این فیلم با بودجهٔ کم ساخته شد و آندری رومانوف از گروه راک روسی آکواریوم آهنگساز آن بود. منبع داستان این فیلم، ترجمهٔ روسی کتاب تالکین اثر ولادیمیر موراویوف و آندری کیستیاکوفسکی بوده‌است.

## بازیگران
بازیگران شامل:
- آراگورن / استریدر: آندری تنتکو
- بارلیمان باتربور ("لاوروس نارکیس"): نیکولای بوروف
- بیلبو بگینز: جورجی شتیل
- برومیر: یوگنی سلیاکوف
- الروند: آندره تولشین
- فرودو بگینز: والری دیاچنکو
- گالادریل: یلنا سولووی
- گالوم: ویکتور اسمیرنوف
- گندالف: ویکتور کوستتسکی
- لگولاس: اولگا سربریاکوا
- مریادوک برندی‌باک مری باک: سرگئی شلگونوف
- پیپین توک: وادیم نیکیتین
- سام گمجی ("سام اسکرومی"): ولادیمیر ماتویف
- سارومان: اوگنی بارانوف
- تام بامبادیل: سرگئی پارشین

## سایر دست‌اندرکاران
شامل:
- ناتالیا سربریاکوا: کارگردان، فیلمنامه
- آندره رومانوف: موسیقی
- آناتولی کورینتسکی: فیلمبرداری
- ویکتوریا یرماکووا: طراحی تولید
- یولیا گلتسوا: لباس